# Osso scafoide
L'osso scafoide (anche detto osso navicolare del carpo, anche se impropriamente), detto così perché ricorda la forma dello scafo di una nave, è un osso breve del carpo. Esso si pone nella fila prossimale del carpo lateralmente all'osso semilunare, col quale instaura un'artrodia. L'osso navicolare si articola inoltre prossimalmente con il radio e distalmente con il capitato, il trapezio ed il trapezoide.

## Descrizione
L'osso scafoide è un osso di forma allungata con il maggior asse diretto lateralmente e in basso. La sua faccia prossimale è convessa per permettere l'articolazione radio-carpica; la faccia distale, invece concava, si articola con trapezio e trapezoide. Medialmente si articola con semilunare e capitato; la faccia volare presenta il tubercolo dello scafoide.